# Ищелно
Ищелно (бел. Ішчална) — деревня в Можейковском сельсовете Щучинского района Гродненской области Белоруссии. Население 47 человек (2009).

## География
Деревня расположена в 10 км к северо-востоку от города Щучин. Ближайшая ж/д станция Желудок находится в 5 км от деревни (линия Лида — Мосты). Ищелно соединено местными дорогами с соседними деревнями и магистралью М6 (до неё от деревни около 3 км).

## История

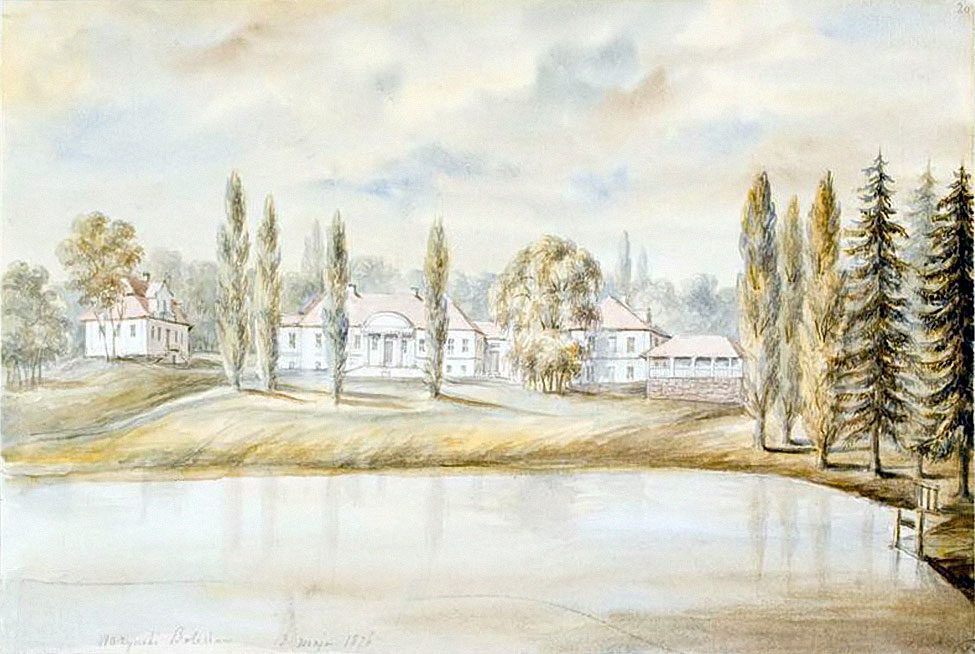
Усадьба в Ищелно, картина Н. Орды, 1876 год

Впервые Ищелно упоминается в 1515 году, когда здесь был образован католический приход. В тот же период владелец поселения Андрей Довойна построил костёл Пресвятой Троицы. В XVI веке Ищелно владели его потомки из рода Довойнов (Довойн), в том числе и воевода полоцкий Станислав Довойна. Согласно административно-территориальной реформе середины XVI века Ищелно вошло в состав Лидского повета Виленского воеводства.
В XVII веке имение многократно переходило от одной семьи к другой. В 1690 году здесь насчитывалось 53 двора.
Во времена Великой Северной войны (1700—1721) в 1708 году Ищелно было занято шведскими войсками. В 1740 году Ищелно перешла во владение Яна Вала, который построил здесь усадьбу. В 1758 году его сын гродненский хорунжий Ю. Вал построил каменный костёл в барочном стиле, освященный во имя Пресвятой Троицы. Рядом с храмом были установлены каменные солнечные часы, сделанные в Вильне по заказу. Согласно некоторым источникам это единственные солнечные часы в Белоруссии.
В результате третьего раздела Речи Посполитой (1795) Ищелно оказалось в составе Российской империи, в Лидском уезде Виленской губернии. Состоянием на 1863 год здесь было 5 жилых зданий, по данным 1897 года в деревне действовали костёл, винокуренный завод, два трактира, почтовая станция.
Согласно Рижскому мирному договору (1921) Ищелно оказалось в составе межвоенной Польской Республики, в Лидском повете Новогрудского воеводства. В 1932 году открыт кирпичный завод (от него осталась одна труба). Последними владельцами Ищелно до 1939 года были шляхтичи Лясковичи, построившие на месте старого новый дворец в классическом стиле. Вокруг дворца было много хозяйственных построек: винокурня, мельницы, два трактира. До нашего времени сохранились лишь несколько хозяйственных построек, здание дворца не сохранилось.
В 1939 году Ищелно вошло в БССР, с 1962 года — в Щучинском районе. В ходе Великой Отечественной войны деревня находилась под фашистской оккупацией с июня 1941 по июль 1944 года.

## Достопримечательности
- Католическая церковь Св. Троицы, костёл 1758 год.
- Каменные солнечные часы, XVIII век. Расположены с южной стороны костёла
- Ищельнянский парк, XIX в.
- Плебания кон. XIX—нач. XX вв.

### Утраченное наследие
- Усадебно-парковый комплекс Лясковичей XIX—XX вв.
  - конюшня кон. XIX—нач. XX вв.
  - амбар XIX в.
  - дом для рабочих XIX в.
  - руины других строений
- Кладбищенская часовня (каплица)

## Галерея

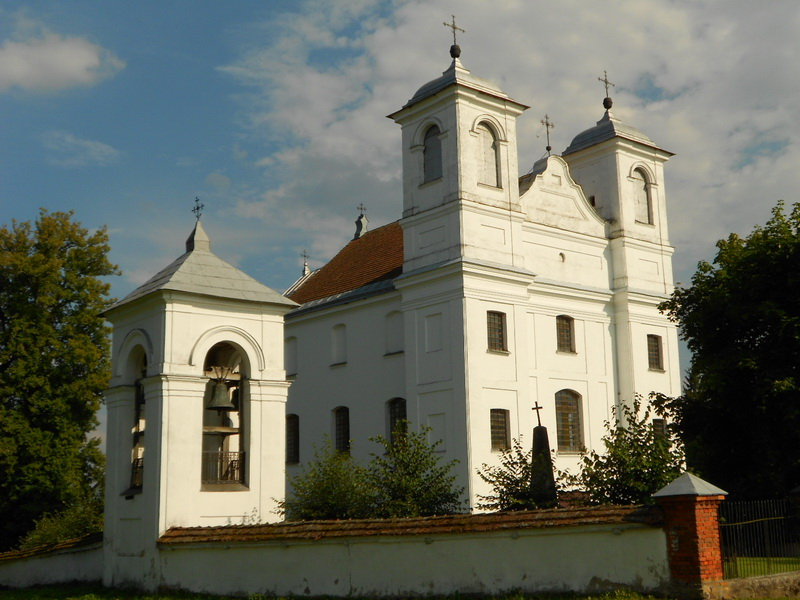
Костёл Пресвятой Троицы
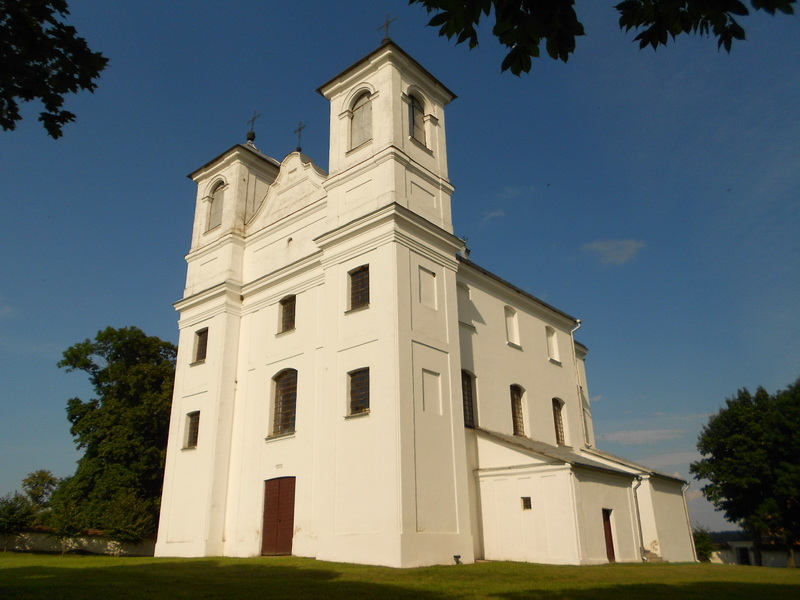
Костёл Пресвятой Троицы
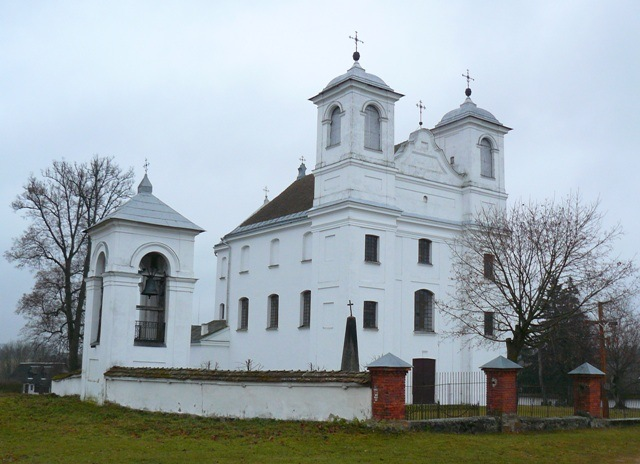
Костёл Пресвятой Троицы
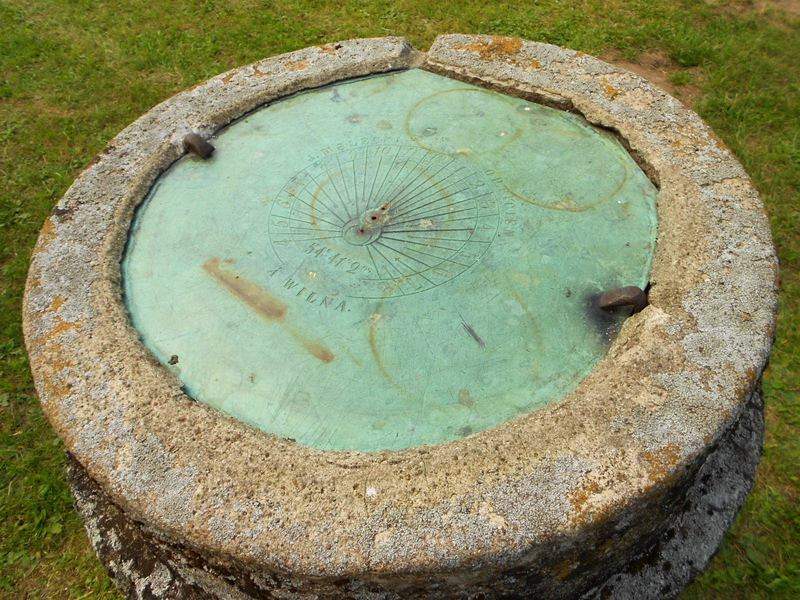
Солнечные часы, XVIII век
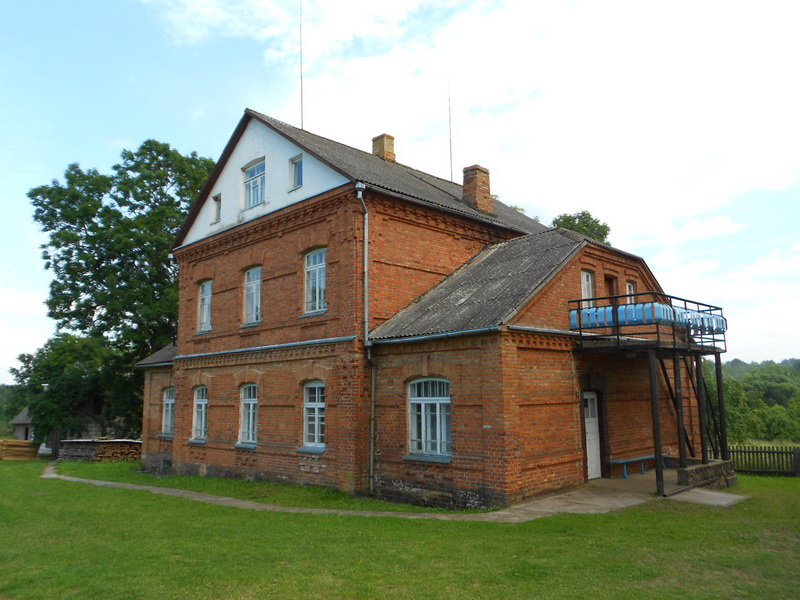
Плебания
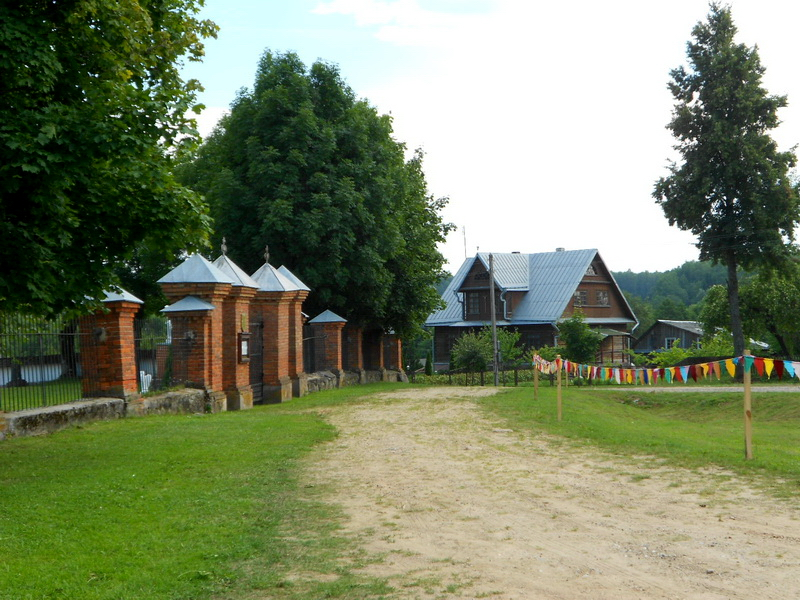
Около костёла